# Solna Vikings
Solna Vikings var en basketbollklubb, vilken sedan 2016 är sammanslagen med AIK Basket. Klubben vann vann SM-guld i basketboll för herrar 2003 och 2008, samt för damer 2002, 2004, 2006, 2008 och 2009.

## Historik
Solna Vikings bildades 27 april 1999, sedan Solna IF lagt ned basketbollverksamheten på grund av misskött ekonomi. Namnet "Vikings" går dock längre tillbaka i tiden. Säsongen 1991-1992 inleddes ett samarbete på elitnivå mellan Solna IF och Täby Vikings herrlag, och man spelade denna säsong under namnet Solna/Täby Vikings, för att nästa säsong bli Solna Vikings. Efter två säsonger drog sig Täby ur samarbetet men Solnaklubben behöll namnet Vikings.
Den 6 juli 2015 meddelades att herrlagets drar sig ur Svenska basketligan, återigen på grund av misskött ekonomi. Säsongen 2015/16 spelade laget istället i Basketettan där de efter att ha placerat sig på första plats i Basketettan Norra fortsatte spela i Superettan. 
Den 22 juli 2016 lades klubben officiellt ned och för att rädda dam- och ungdomsverksamheten bad man om att bli en del av AIK och deras basketsektion bildad under 2015, vilket AIK:s medlemmar godkände.

### Fotnoter
1. ↑  ”Klart: AIK Basket och Solna Vikings blir ett”. svt. 23 juni 2016. https://www.svt.se/sport/basket/klart-aik-basket-och-solna-vikings-blir-ett. Läst 26 november 2019.
2. ↑  ”Solna Vikings drar sig ur Basketligan”. Sveriges radio. 6 juli 2015. http://sverigesradio.se/sida/gruppsida.aspx?programid=179&grupp=8510&artikel=6205946. Läst 6 juli 2015.